# Xie Lihua
Xie Lihua (chinesisch 謝 麗華 / 谢 丽华, Pinyin Xiè Lìhuá; * 19. Juli 1965) ist eine ehemalige chinesische Langstreckenläuferin.
1988 wurde sie Vierte beim Nagoya-Marathon. Bei den Olympischen Spielen in Seoul schied sie über 10.000 m in der Vorrunde aus.
1989 wurde sie als Dritte des Peking-Marathons chinesische Meisterin im Marathonlauf. Im Jahr darauf wurde sie Sechste beim London-Marathon und gewann den Tokyo International Women’s Marathon. 
1992 siegte sie beim Sendai-Halbmarathon, wurde erneut chinesische Marathonmeisterin und gewann den Peking-Marathon. 1993 wurde sie Siebte beim Osaka Women’s Marathon und Achte bei der chinesischen Marathon-Meisterschaft.

## Persönliche Bestzeiten
- 10.000 m: 32:34,17 min, 29. November 1987, Guangzhou
- Halbmarathon: 1:12:19 h, 15. März 1992, Sendai
- Marathon: 2:26:38 h, 4. April 1993, Tianjin